# 高知県獣医師会
公益社団法人高知県獣医師会（こうえきしゃだんほうじんこうちけんじゅういしかい 英称 Kouchi Veterinary Medical Association）は、高知県知事所管の高知県の獣医師を会員とする公益法人。

## 本部所在地
- 〒780-0833 高知県高知市南はりまや町1-16-22

## 業務内容
- 獣医師会員の学術技能向上のための研修会・講習会事業等の実施
- 高知県との動物に関する連携事業
- 疾病している野鳥の保護・救護
- 県内各学校で飼われている動物の飼育指導
- 県内各市町村との動物に関する連携事業
- 狂犬病の予防接種・防止活動